# غوردون ديكسون
غوردون ديكسون هو عداء مراثوني كندي، ولد في 2 يناير 1932 في كالغاري في كندا، وتوفي في 19 يناير 2015 في بيرلينجتون في كندا.

## وصلات خارجية
- غوردون ديكسون على موقع الاتحاد الدولي لألعاب القوى (الإنجليزية)
- غوردون ديكسون على موقع أوليمبيديا (الإنجليزية)
- غوردون ديكسون على موقع اللجنة الأولمبية الكندية (الإنجليزية)